# Yoga Austria – BYO
Yoga Austria – BYO ist ein Berufsverband von Yogalehrenden in Österreich mit Sitz in Wien-Neubau.

## Verein
Yoga Austria – BYO wurde als gemeinnütziger Verein im Jahre 1991 nach dem Vorbild des Berufsverbandes der Yogalehrenden in Deutschland (BDY) gegründet. Er ist ein Zusammenschluss von Yoga-Lehrern und Yoga-Interessierten auf ideeller Grundlage. Als gemeinnütziger Verein ist er politisch und konfessionell unabhängig und neutral. Der Geschäftssitz ist Wien. Yoga Austria – BYO ist Mitglied der Europäischen Yogaunion (EYU).

## Ziele
- Die zeitgemäße Förderung und Verbreitung der Lehren und Praxis des Yoga
- Unterstützung fundierter Ausbildungen „YogalehrerIn BYO/EYU“ gemäß den Richtlinien der Europäischen Yoga-Union (EYU)[2]
- Angebot von Weiterbildungen für Yogalehrende, um ein verantwortungsvolles Unterrichten zu sichern
- Förderung der Zusammenarbeit von Yogaschulen und -institutionen auf nationaler und internationaler Ebene
- Austausch von Informationen über die Anliegen des Yoga mit Interessierten, Medien und Behörden[3]
- Ethik-Richtlinien für Yogalehrende[4]

## Mitgliedschaft
Es gibt verschiedene Formen der Mitgliedschaft
- Mitglied  Yogalehrer "BYO/EYU" : Voraussetzung dafür ist eine mindestens vierjährige Ausbildung nach den Richtlinien der Europäischen Yoga Union (EYU) mit mindestens 680 Unterrichtseinheiten (á 45 Minuten).[2]
- Mitglied in Ausbildung : Das sind Personen, die gerade eine von der EYU anerkannte Ausbildung – nach den Kriterien der Europäischen Yoga Union (EYU) – absolvieren.
- andere Mitglieder[5]

## Qualitätsstandards
Die Richtlinien von Yoga Austria-BYO orientieren sich nach westlichen Standards für Ausbildungen:
- wien-cert: Der Verband hat das "wien-cert" Zertifizierungsverfahren durchlaufen und erfüllt damit den Qualitätsrahmen für die Erwachsenenbildung in Österreich.[6]

- Anerkannter Bildungsträger des Wiener ArbeitnehmerInnen Förderungsfonds (waff).[7] Gemäß den Kriterien des "waff" kann in bestimmten Fällen die Teilnahme an den Weiterbildungs- und Ausbildungsangeboten von Yoga Austria-BYO gefördert werden.

- Kooperationspartner der Sozialversicherungsanstalt der gewerblichen Wirtschaft (SVA) im Bereich Entspannung und Körperarbeit.[8]

## Studie: Pranayama
In Zusammenarbeit mit Yoga Austria-BYO und der Arbeitsgruppe „Physik Physiologischer Prozesse“ der Universität Wien hat Marvin Kovacs eine Studie über die Wirksamkeit von „Pranayama“, Atemübungen durchgeführt: „Auswertung der Pranayama-Studie 2008.“ Wien 2008.

## Europäische Yoga Union (EYU)
Eine Reihe von europäischen Yoga-Verbänden haben sich 1971 zur Europäischen Yoga-Union (EYU) zusammengeschlossen, um den internationalen Austausch zu fördern und verbindliche Qualitätsstandards für Yoga-Ausbildungen zu entwickeln. Für eine fundierte Ausbildung sowie einen verantwortungsvollen Yogaunterricht werden die Qualitätsstandards regelmäßig ratifiziert. Aktuell arbeiten Yoga-Verbände aus 17 Ländern gemeinsam an den internationalen Qualitätskriterien für Aus- und Weiterbildung.